# Ein Psalm für die wild Schweifenden
Ein Psalm für die wild Schweifenden (im engl. Original A Psalm for the Wild-Built) ist eine Solarpunk-Novelle der US-amerikanischen Autorin Becky Chambers aus dem Jahr 2021. Es ist der erste Teil der Dex-und-Helmling-Reihe und gewann 2022 den Hugo Award für die beste Novelle. Der zweite Teil der Reihe erschien 2022 unter dem Titel A Prayer for the Crown-Shy und ist ebenfalls ins Deutsche übersetzt worden.

## Hintergrund
Im Jahr 2018 bat Tor Books die Science-Fiction-Autorin Becky Chambers, eine Serie von Novellen im sich herausbildenden Solarpunk-Genre zu schreiben. Chambers hatte zu diesem Zeitpunkt bereits Bekanntheit mit ihrem Debütroman Der lange Weg zu einem  kleinen, zornigen Planeten erlangt, der 2014 für den Arthur C. Clarke Award nominiert wurde. Im Jahr 2024 wurde Ein Psalm für die wild Schweifenden ins Deutsche übersetzt. Die Novelle wird aufgrund ihres für Science-Fiction eher ungewöhnlichen, hoffnungsvollen Settings auch als Anti-Dystopie bezeichnet.

## Handlung
Mehrere hundert Jahre vor Beginn der Geschichtsschreibung lebten die Menschen auf dem Mond Panga in einer industrialisierten, hochtechnologisierten Gesellschaft, die mit Umweltverschmutzung und sozialen Problemen zu kämpfen hatte. In den Fabriken übernahmen Roboter die schwere und gefährliche Arbeit, bis diese eines Tages ein Bewusstsein entwickelten und sich entschieden, sich aus der Zivilisation in die Wildnis zurückzuziehen. Die Menschheit musste fortan ohne Künstliche Intelligenz und automatisierte Unterstützung auskommen und entwickelte über die Jahre einen nachhaltigen Lebensstil im Einklang mit der Natur. Zudem überließ sie in einem Abkommen mit den Robotern die Hälfte des Mondes der Wildnis.
Geschwister Dex, ein nichtbinärer Mönch, reist von Dorf zu Dorf, um gestressten Menschen bei einer Tasse Tee Gesellschaft zu leisten, sich ihre Sorgen anzuhören und für sie da zu sein. Dex genießt diese Arbeit, hat aber nach einigen Jahren den Wunsch, diesen Lebensstil hinter sich zu lassen und für sich eine andere Bestimmung zu finden. Eines Tages entscheidet sich Dex daher, die Zivilisation zu verlassen und in die Wildnis zu reisen, um ein altes, verlassenes Kloster zu besichtigen.
Auf dem Weg trifft Dex auf einen Roboter namens Helmling, der eine Antwort auf die Frage sucht, was Menschen brauchen. Die Begegnung ist die erste zwischen Mensch und Roboter seit dem Exodus Letzterer aus den Fabriken. Helmling und Dex beschließen, zunächst gemeinsam zum Kloster zu reisen, um im Anschluss die Antwort auf Helmlings Frage zu finden.

## Themen
Ein Psalm für die wild Schweifenden thematisiert über die Geschichte Pangas in indirekter Weise Ideen von Nachhaltigkeit, Umweltverschmutzung, Rewilding und Technologieabhängigkeit. Weitere wichtige Themen der Geschichte sind Therapie und mentale Gesundheit sowie Philosophie und die Suche nach dem Sinn des Lebens.

### Deutsche Ausgaben
- Becky Chambers: Ein Psalm für die wild Schweifenden. Dex & Helmling 1 Übersetzung: Karin Will, Memoranda Verlag 2024, ISBN 978-3-910914-10-0.

### Englische Ausgaben
- Becky Chambers: A Psalm for the Wild-Built: A Monk and Robot Book. Macmillan USA, 2021, ISBN 978-1250236210